# The Adventures of Mr. Pickwick
Pour les articles homonymes, voir Pickwick.
Pour plus de détails, voir Fiche technique et Distribution.
The Adventures of Mr. Pickwick est un film muet britannique réalisé par Thomas Bentley et sorti en 1921. Le scénario de cette comédie est tiré du roman Les Papiers posthumes du Pickwick Club de Charles Dickens. 
En août 2010, le film est manquant des archives nationales (en) du British Film Institute (BFI) et est repris sur la liste des films perdus et figure parmi les 75 films les plus recherchés « 75 Most Wanted » de cette institution.

## Fiche technique
- Titre original : The Adventures of Mr. Pickwick
- Titre français :
- Réalisation : Thomas Bentley
- Scénario : Charles Dickens, G. A. Baughan, Eliot Stannard
- Pays d'origine : Royaume-Uni
- Langue originale : muet
- Format : noir et blanc
- Genre : Comédie et historique
- Durée : 6 bobines
- Dates de sortie :
  - Royaume-Uni : Novembre 1921

## Distribution
- Frederick Volpe : Samuel Pickwick (comme Fred Volpe)
- Mary Brough : Mrs. Bardell
- Bransby Williams : Sgt. Buzfuz
- Ernest Thesiger : Mr. Jingle
- Kathleen Vaughan : Arabella Allen
- Joyce Dearsley : Isabella Wardle
- Arthur Cleave : Mr. Winkle
- Athene Seyler : Rachel Wardle
- John Kelt : Mr. Snodgrass
- Hubert Woodward : Sam Weller
- Norman Page : Justice Stoneleigh
- Thomas Weguelin : Mr. Wardle
- Townsend Whitling : Dodson
- Harry Gilbey : Fogg
- John E. Zecchini : Fat Boy